# Eigenverbrauch
Eigenverbrauch ist allgemein der Verbrauch von Gütern und Dienstleistungen für eigene Zwecke anstelle des Verbrauchs durch Dritte oder speziell der Rechtsbegriff im Umsatzsteuerrecht für die Abgabe von Leistungen, ohne dass der Unternehmer eine Gegenleistung erhält.

## Allgemeines
Der Begriff des Eigenverbrauchs geht davon aus, dass jemand beschaffte Leistungen (Waren, Dienstleistungen, sonstige Gegenstände) als Händler oder Wiederverkäufer veräußert und hierfür eine Gegenleistung in Form des Kaufpreises (oder beim Tauschvertrag eine andere Leistung) erhält. Wenn er die Leistung jedoch für sich zum Zweck des privaten Verbrauchs behält, liegt Eigenverbrauch vor. Unter Eigenverbrauch versteht man deshalb die Nutzung bzw. Entnahme betrieblicher Vermögensgegenstände für den privaten Gebrauch.

## Steuerrecht
Unter Eigenverbrauch versteht man die Nutzung oder Privatentnahme betrieblicher Vermögensgegenstände für den privaten Gebrauch des Unternehmers. Darunter fallen zum Beispiel die Nutzung des betrieblichen Telefons für Privatgespräche oder die privaten Fahrten mit dem Firmenwagen. 
Der Eigenverbrauch wird seit April 1999 in Deutschland unter dem neuen umsatzsteuerrechtlichen Sammelbegriff unentgeltliche Wertabgabe den entgeltlichen Lieferungen gleichgestellt (§ 3 Abs. 1b UStG), wobei auch unentgeltliche Zuwendungen eines Gegenstands durch einen Unternehmer an sein Personal für dessen privaten Bedarf einbezogen sind. Der Eigenverbrauch stellt umsatzsteuerrechtlich einen Umsatz des Unternehmens an den Unternehmer dar. Abzugrenzen ist der Eigenverbrauch von der Privatentnahme, die die entsprechenden ertragsteuerlichen Konsequenzen herbeiführt. 

## Andere Rechtsgebiete
Der Eigenverbrauch spielt im rechtlichen Rahmen der Energiewirtschaft eine wesentliche Rolle. So darf der Inhaber eines Betriebs, der andere Energieerzeugnisse als Kohle und Erdgas herstellt, Energieerzeugnisse innerhalb des Betriebsgeländes steuerfrei verwenden, wenn sie innerhalb des Betriebsgeländes selbst hergestellt worden sind und im Zusammenhang mit der Herstellung von Energieerzeugnissen verwendet werden (§ 26 Abs. 1 EnergieStG). Das gilt auch gemäß § 27a EEG für die Betreiber von Anlagen, die den in ihrer Anlage erzeugten Strom zur Eigenversorgung nutzen dürfen, der unter anderem durch die Anlage selbst oder andere Anlagen verbraucht wird. Hierfür entfällt gemäß § 61a Nr. 1 EEG für den Kraftwerkseigenverbrauch die EEG-Umlage. Nach § 3 Nr. 18 EnWG macht der Betrieb einer Kundenanlage zur betrieblichen Eigenversorgung den Betreiber nicht zum Energieversorgungsunternehmen. Nettostromerzeugung ist gemäß § 3 Nr. 20 KWKG die an den Generatorklemmen gemessene Stromerzeugung einer Anlage abzüglich des für ihren Betrieb erforderlichen Eigenverbrauchs im Sinne des § 61a Nr. 1 EEG. Eigenständige Regelungen gibt es für den Eigenverbrauch beim Solarstrom.
Das Betäubungsmittelgesetz (BtMG) sieht bei Strafen den Eigenverbrauch in geringer Menge vor. Das Gericht kann demnach von einer Bestrafung absehen, wenn der Täter die Betäubungsmittel lediglich zum Eigenverbrauch in geringer Menge anbaut, herstellt, einführt, ausführt, durchführt, erwirbt, sich in sonstiger Weise verschafft oder besitzt (§ 29 Abs. 5 BtMG). 

## International
Als Eigenverbrauch wird im österreichischen und schweizerischen Umsatzsteuerrecht die Abgabe eines Gegenstandes oder einer Leistung bezeichnet, wenn keine Gegenleistung vereinbart ist oder die Wertabgabe in den Privatbereich erfolgt. Da eine Lieferung oder Leistung der Umsatzsteuer nur unterliegt, wenn ein Leistungsaustausch stattfindet, ist es aus Gründen der Gleichmäßigkeit der Besteuerung erforderlich, dass unentgeltliche Wertabgaben in gleicher Weise besteuert werden. Durch die Besteuerung wird der Vorsteuerabzug (Vorsteuer Österreich, Vorsteuer Schweiz), der beim Erwerb des Gegenstandes für das Unternehmen eingetreten ist, rückgängig gemacht.  
Gesetzliche Grundlage ist in Österreich § 1 Abs. 1 Nr. 2 UStG. Die Schweiz hat in Art. 9 des MWStG den Eigenverbrauch als mehrwertsteuerpflichtigen Tatbestand erfasst. Der häufigste Fall des Eigenverbrauchs ist auch in diesen Staaten die private Nutzung eines Firmenwagens durch den Unternehmer oder die private Nutzung des betrieblichen Telefons.